# Khomeynichahr
Khomeynichahr (ou Khomeynishahr ; en persan : خمينی شهر, « ville de Khomeini ») est une ville iranienne de la province d'Ispahan. Elle s'appelait Sedeh (perse: سده) avant la révolution islamique de 1979.

## Histoire
Il est communément admis que le nom original, Sedeh, provient de Seh-dedge, c'est-à-dire les "trois châteaux" : on connaît en effet au moins deux anciennes forteresses sur ce site, celles de Kohan et de Gar. Sehdedge était une place-forte sassanide, mais désignait aussi un foyer (atash gah) au commet d'une montagne surplombant la ville.
Sur les cinq villages sur lesquels la ville s'est édifiée, on peut encore en discerner trois dans le plan urbain : Khouzan (prononcer Khizoun), Foroushan (forme moderne de Parishan, qu'on peut traduire par « visage d'ange »), et Varnosfaderan (Venesfohoun).
Sedeh a pris le nom de Homayunshahr (« ville majestueuse ») sous le règne de Reza Shah Pahlavi.